# Matthew Mercer
Matthew Mercer, właśc. Matthew Christopher Miller (ur. 29 czerwca 1982 w West Palm Beach) – amerykański aktor głosowy.

## Kariera
Matthew Mercer znany jest z wielu ról w anime, podkładał głos dla min. Trafalgar Law z One Piece, Levia Ackerman z Ataku Tytanów, Jotaro Kujo z JoJo's Bizarre Adventure oraz Yamato z Naruto.
Znany jest również graczom komputerowym z takich ról jak np. Leon S. Kennedy z Resident Evil 6, Gangplank z League of Legends, oraz McCree z Overwatch.
Jest mistrzem gry w serialu internetowym Critical Role.

## Życie prywatne
Poślubił aktorkę głosową Marishę Ray, 21 października 2017 roku.